# Juno

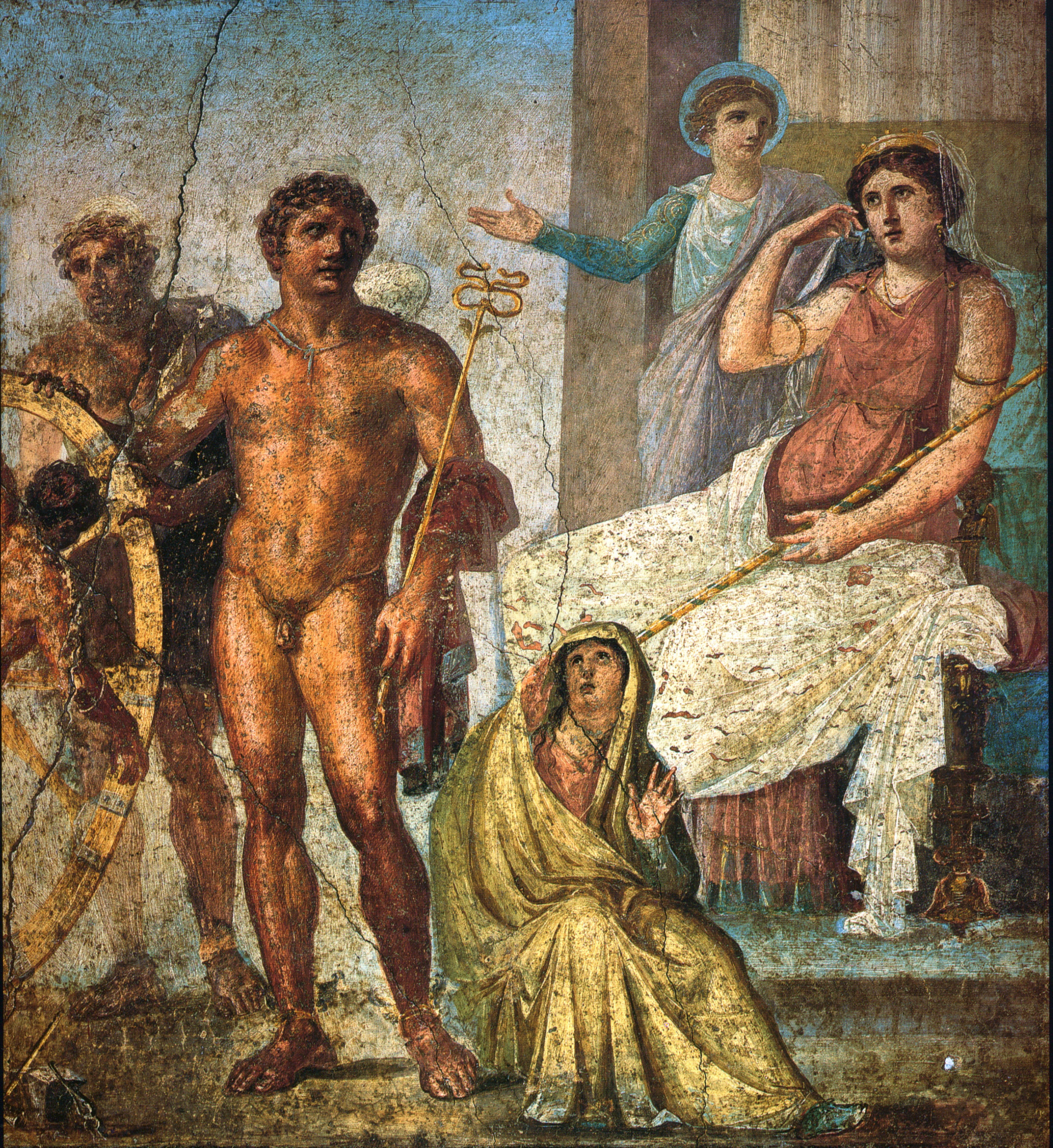
Punição de Íxion: no centro está Mercúrio segurando o caduceu e à direita Juno senta-se no seu trono. Atrás dela, Íris está de pé e gesticula. À esquerda está Vulcano (figura loira) de pé atrás da roda de Santa Catarina, manejando-a, com Íxion já amarrado à roda. Nefele senta-se aos pés de Mercúrio; um fresco romano da parede leste do triclínio na Casa dos Vettii, Pompeia, Quarto Estilo - Intricado (60–79 d.C.).

Na mitologia romana, Juno é a esposa de Júpiter e rainha dos deuses. É representada pelo pavão, sua ave favorita. Íris era sua servente e mensageira. Sua equivalente na mitologia grega é Hera. O sexto mês do ano, junho tem esse nome em sua homenagem.
Juno e Júpiter tinham 5 filhos, Lucina (Ilítia), deusa dos partos e gestantes, Juventa (Hebe), deusa da juventude, Discórdia (Éris), a deusa da discórdia, Marte (Ares), deus da guerra e Vulcano (Hefesto), o artista celestial, que era coxo. Juno sentia-se tão aborrecida ao vê-lo que atirou-o para fora do céu. Outra versão diz que Júpiter o jogou para fora, por este ter participado de uma briga do rei do Olimpo com Juno, deixando-o coxo com a queda.
Juno possuía muitas rivais, entre elas, a bela Calisto, que Juno, por inveja da imensa beleza que conquistara seu marido, transformou numa ursa. Calisto passou a viver sozinha com medo dos caçadores e das outras feras da floresta, esquecendo-se de que agora ela própria era uma.
Um dia, Calisto reconheceu num caçador seu filho Arcas, já homem. Quis correr e abraçá-lo mas Arcas já erguera sua lança para matá-la quando Júpiter, vendo a desgraça que estava por acontecer afastou-os e lançou-os ao céu transformando-os nas constelações de Ursa Maior e Ursa Menor.
Juno, enfurecida por Júpiter ter dado tal privilégio a sua rival, sai à procura de Tétis e Oceano, as antigas divindades do mar. Conta-lhes toda a injúria que Júpiter fizera a ela, e pede para que eles não deixem as constelações se esconderem em suas águas. Assim a Ursa Maior e a Ursa Menor movem-se em círculo no céu mas nunca descem por trás do oceano, como as outras estrelas.

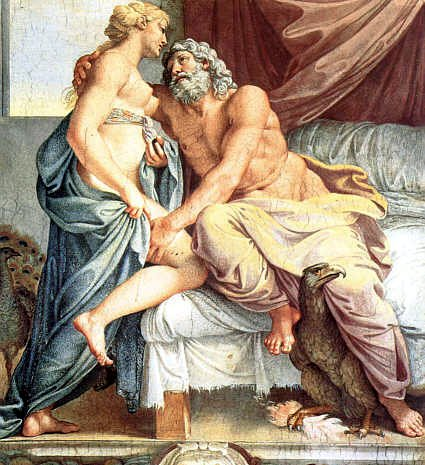
Júpiter e Juno
por Annibale Carracci, século XVI

Outra de suas rivais foi Io, que Júpiter, ao sentir a presença de Juno, transforma em uma novilha. Juno, desconfiada, pede a novilha de presente. Júpiter não podia negar um presente tão insignificante a sua mulher, então, pesaroso, entrega a novilha a Juno que coloca-a sob os cuidados de Argos Panoptes, um monstro de muitos olhos, e tendo tantos, nunca fechava mais que dois para dormir, vigiando Io dia e noite.
Júpiter, perturbado pelo sofrimento da amante, pede a Mercúrio que mate Argos. Com músicas e histórias, Mercúrio consegue fazer com que Argos feche seus 100 olhos e nisso corta sua cabeça fora. Juno entristecida recolhe seus olhos que haviam perdido toda a luz e coloca-os na cauda de seu pavão, onde permanecem até hoje.
Enfurecida, Juno persegue Io por muitas partes da terra até que Júpiter intercede por ela prometendo não dar mais atenção a Io. Juno concorda devolvendo-lhe a aparência humana.
Outro forte inimigo de Juno foi Hércules, filho de Júpiter com a mortal Alcmena. A este declarou guerra desde seu nascimento. Com uma tentativa frustrada de matá-lo quando era apenas um bebê, Juno o submete a Euristeu, que o envolve em muitas aventuras perigosas que ficaram conhecidas como "doze trabalhos".